# Santisuk Promsiri
Santisuk Promsiri (en tailandés: สันติสุข พรหมศิริ) es un actor tailandés, nacido el 8 de agosto de 1963, nació en la provincia de Chang singhaburi, es conocido en su país por su apodo "Noom" (en tailandés: หนุ่ม), su debut en la actuación fue en la segunda mitad de los años 80.
Actualmente está casado y tiene 3 hijos.

## Filmografía
- Promesa (1987)
- El amor vendrá. (1987)
- Romance (1987)
- Familiares (1987)
- Dulce amor (1987)
- Por Kao. (1987)
- Luces de boda (1988).
- Dulce amor 2 (1988)
- Mentor (1988)
- Mercado Virgen (1988)
- El Oro brilla (1988).
- Amor (1988)
- Madre Padre anguila Mangosta (1988).
- Cruel profesor Wai (1989)
- Boonchu dos estudiantes de primer año (1989)
- Flotante (1989).
- La gente Drnongehgr (1989)
- Nuevos ricos (1989)
- Piensa en poco sonrisa. (1989)
- Los ángeles celestiales de otoño. (1989)
- Luz Long (1990).
- Por un período de tres o cuatro académico nacional. (2533)
- Boonchu fascinante. (1990)
- Loris (1990)
- La posesión, el Heng (1990).
- Es I (1990).
- Cabaña Nuevo era el mar. (1990)
- S.o.y. Sala 2 versión 44. (1990)
- I. Se Ghost (1991)
- Yo Ko Ko Ja Pa. (1991).
- Solo estamos nosotros (1992)
- Oh Oh Ho (1992)
- Somsri R. 422 (1992)
- Bollo naciente (1992).
- Chanram maestros faro de Mae Sai río. (1992)
- Perforación tiempo para Goh (1992).
- A menudo se corta. (1992)
- 422 R Somsri Programa B (1993)
- Cuello junto Waeo (1993)
- Érase una vez esta mañana (1994)
- Om แ dong (1994)
- propagación del Sr. (1994).
- Milagro de Amor (1995).
- Somsri 422 R B este año un nuevo programa. (1995)
- Boonchu 8 a ella (1995)
- Además se pierda más o menos dos versiones. (1996)
- Stang (2000)
- Chandara. (2004)
- Kerd ma lui (2004)
- Suma pistolero (2005)
- Leyenda del Rey Naresuan. (2006).
- Boonchu 9 I Love U piscina. (2008)
- Ong Bak 2 (2008)
- Boonchu 10 estará en mi corazón siempre (2010)

- Datos: Q6121318